# GJ 1245
GJ 1245（またははくちょう座V1581星）は、はくちょう座の方角にある恒星系であり、太陽系から比較的近い場所にある。GJ 1245 A、GJ 1245 B及びGJ 1245 Cから構成される3重連星である。3つの恒星とも比較的暗い。

## 発見
ギクラスらによる固有運動が大きい恒星の捜索によって、発見された。発見時から二重星であることが知られ、それぞれにギクラスのカタログでG 208-44とG 208-45という符号が付与された。
その後、年周視差と固有運動が詳しく測定され、この2つの恒星が連星系を形成し、太陽系にかなり近いことが明らかになった。併せて、どちらの恒星も質量が太陽の1割程度という小さい恒星であること、連星系の公転周期が概ね700年程度であることも推測された。
1975年には、フレアによるものとみられる急激な増光が観測され、観測結果がくじら座UV星に似ていることから、閃光星であると考えられるようになり、はくちょう座V1581星という変光星名も付けられた。更に詳しく観測すると、主星と伴星の両方が閃光星であることもわかってきた。
1988年には、スペックル・イメージングによってG 208-44自体も連星であることがわかった。GJ 1245星系は、発見当時太陽系から2番目に近い3重連星系であった。

## 特徴
主星Aと伴星Cはかなり接近しており、両者の距離はおよそ2.7AU、公転周期はおよそ15年と見積もられている。主星Aと伴星Cの周りを回るように、離れた場所に伴星Bがあり、その距離はおよそ40AU、公転周期は700年くらいあると予想されている。
この星系の3つの恒星はいずれもM型の赤色矮星で、質量が太陽の1割前後の小さい恒星である。特に伴星Cは、推定質量が約0.074太陽質量で、最も質量が小さい恒星の一つとされる。
この星系は、ちょうどケプラー宇宙望遠鏡の観測領域に位置するため、ケプラーによる密な追跡観測も行われている。光度曲線の変化から、自転周期は主星Aがおよそ6時間半、伴星Bがおよそ17時間と推定され、質量やスペクトルがよく似ている2つの星の自転速度に大きな差があることになる。また、フレアの発生頻度は、主星Aが1日あたり3回、伴星Bが1日あたり2.6回と、主星Aでより多くフレアが発生している。
主星Aの自転速度の速さ、伴星Bの彩層活動の活発さから、GJ 1245星系の年齢は比較的若く、20億年以下であると考えられる。